# Retinella pseudoaegopinella
Retinella pseudoaegopinella is een slakkensoort uit de familie van de Oxychilidae. De wetenschappelijke naam van de soort is voor het eerst geldig gepubliceerd in 1986 door Giusti, Boato & Bodon.